# Ważyny (Rosja)
Ważyny – osiedle typu miejskiego w Rosji, w obwodzie leningradzkim. W 2010 roku liczyło 2754 mieszkańców.